# Соловьёв, Андрей Михайлович
Андрей Михайлович Соловьёв (род. 27 июля 1959, Чайковский, Пермская область) — советский, российский, казахстанский хоккеист, нападающий, тренер.

## Биография
Начал играть в хоккей в барнаульском «Труде». В 17 лет уже играл в главной городской команде — «Мотор». В течение игровой карьеры 10 сезонов провел в «Моторе», 125 раз поразив ворота соперников.
В армии служил в СКА МВО (Калинин).
Наибольшую знаменитость получил как нападающий «Торпедо» (Усть-Каменогорск). Выступая в первой тройке с Борисом Александровым и Игорем Кузнецовым внёс существенный вклад в формирование фирменного стиля «Устинки». За 11 сезонов в «Торпедо» забил 130 шайб.
С развалом СССР вернулся в «Мотор», хотя на международном уровне играл и за сборную Казахстана.
После окончания игровой карьеры несколько сезонов работал тренером «Мотора».